# Scrancia modesta
Scrancia modesta är en fjärilsart som beskrevs av Holland 1893. Scrancia modesta ingår i släktet Scrancia och familjen tandspinnare. Inga underarter finns listade.